# Kamen Norider
Kamen Norider (仮 面 ノ リ ダ ー Kamen Noridā) là một bộ phim hài hước về Kamen Rider sản xuất năm 1988.
Mặc dù ban đầu đây là một bộ phim nhái trái phép nhưng sau đó Toei đã đăng ký bản quyền cho bộ phim vào năm 2013.
Năm 2019, nhân vật chính của chương trình này đã xuất hiện trong Kamen Rider Zi-O: Over Quartzer.

## Nhân vật

### Kamen Riders

#### TV
| Kamen Norider   | Takeshi Kinashi |
| Chibi Norider   | Chibi Norider   |
| Okamura Norider | Okamura Norider |

#### Movie
| Woman Norider | Misako Ishibashi |

### Đồng minh
- Tobei Tachibana
- Marina
- Iyo Tachibana
- Junko
- Momoe
- Yuushi
- Kyoko

### Phản diện

#### Jocker
- King Jocker Man
- Jocker Shogun
- Jocker Combatants
  - Senior Jocker Combatants
- Doctor Shinigami
- Orie

## Takeshi Kinashi
Takeshi là một chàng trai trẻ bị tổ chức bí mật Jocker bắt cóc và buộc phải trải qua một thí nghiệm biến anh thành một cyborg. Trước khi bị tẩy não anh ta đã trốn thoát và trở thành Kamen Norider, chiến đấu vì nụ cười của mọi người, chống lại thế lực tà ác đã tạo ra anh ta. Mỗi tập phim đều thấy Takeshi gặp một người máy khác của Jocker, tương tác với các nhân vật phụ (như người cố vấn của anh Tachibana Tobei), cuối cùng kết hôn với bạn gái và nghỉ hưu.
Bằng cách nào đó, Takeshi bị cầm tù do là một Kamen Rider tự xưng nhưng sau đó đã khuyến khích Tokiwa Sougo về ý nghĩa thực sự của Kamen Rider sau khi thấy Sougo cũng bị cầm tù. Takeshi biến mất mà Sougo không biết.

## Tập phim
1. Scared Sea Otter Man (恐怖ラッコ男 Kyōfu rakko otoko)
2. Scared Duck Man (恐怖カルガモ男 Kyōfu karugamo otoko)
3. Scared Koala Man (恐怖コアラ男 Kyōfu koara otoko)
4. Scared Chocolate Ball Man (恐怖チョコ玉男 Kyōfu choko-dama otoko)
5. Scared Poodle Man (恐怖プードル男 Kyōfu pūdoru otoko)
6. Scared Rental Video Man (恐怖レンタルビデオ男 Kyōfu rentarubideo otoko)
7. Scared Rabbit Man (恐怖うさぎ男 Kyōfu usagi otoko)
8. Scared Cangaroo Man (恐怖カンガルー男 Kyōfu kangarū otoko)
9. Scared Elephant Man (恐怖象男)
10. (恐怖うす男 Kyōfu usu otoko)
11. Scared Orangutan Man (恐怖オランウータン男 Kyōfu oran'ūtan otoko)
12. Scared Reindeer Man (恐怖トナカイ男 Kyōfu tonakai otoko)
13. Scared Crab Man (恐怖カニ男 Kyōfu kani otoko)
14. (恐怖新巻ジャケ男 Kyōfu aramaki jake otoko)
15. Scared Holstein Man (恐怖ホルスタイン男 Kyōfu horusutain otoko)
16. Scared Big Buddha Man (恐怖大仏男 Kyōfu daibutsu otoko)
17. Scared Horse Man (恐怖うま男 Kyōfu uma otoko)
18. Scared Snow Dharma Man (恐怖雪ダルマ男 Kyōfu yuki daruma otoko)
19. (恐怖月の輪ぐま男 Kyōfu tsukinowaguma otoko)
20. (恐怖おひな様男 Kyōfu o Hina-sama otoko)
21. Scared Penguin Man (恐怖ペンギン男 Kyōfu pengin otoko)
22. (恐怖ヒヨコ男 Kyōfu hiyoko otoko)
23. (恐怖すっぽん男 Kyōfu suppon otoko)
24. (恐怖ピザ男 〜タケシ労働の喜びを知るの巻〜 Kyōfu piza otoko 〜 Takeshi rōdō no yorokobi o shiru no maki 〜()
25. (恐怖留守番電話男 〜よみがえるメッセージの巻〜 Kyōfu rusuban denwa otoko 〜 yomigaeru messēji no maki 〜)
26. (恐怖スチームアイロン男 〜ノリダー怒りの鉄拳の巻〜 Kyōfu suchīmuairon otoko 〜 noridā ikarinotekken no maki 〜)
27. (恐怖こいのぼり男 〜マリナの恋敵現れるの巻〜 Kyōfu koi nobori otoko 〜 Marina no koigataki arawareru no maki 〜)
28. (恐怖カーネーション男 〜マリナお母さんになるの巻〜 Kyōfu kānēshon otoko 〜 Marina okāsan ni naru no maki 〜)
29. (恐怖ハブ男 〜長いものにはまかれろの巻〜 Kyōfu habu otoko 〜 nagai mono ni wa makarero no maki 〜)
30. (恐怖サメ男 Kyōfu same otoko)
31. (恐怖ハリネズミ男 〜美しい兄弟愛の巻〜 Kyōfu harinezumi otoko 〜 utsukushī kyōdai ai no maki 〜)
32. (恐怖カミナリ男 〜イナズマと共にやってきた男の巻〜 Kyōfu Kaminari otoko 〜 inazuma to tomoni yattekita otoko no maki 〜)
33. (恐怖カメラ男 〜甘ずっぱ〜い初恋の罠の巻〜 Kyōfu kamera otoko 〜 amazuppa 〜 i hatsukoi no wana no maki 〜)
34. (恐怖おたまじゃくし男 転じて ガマガエル男 〜華麗なる変身の巻〜 Kyōfu o Tama jakushi otoko tenjite gamagaeru otoko 〜 kareinaru henshin no maki 〜)
35. (恐怖アサガオ男 Kyōfu asagao otoko)
36. (恐怖七夕男 〜ジョッカーの恋の巻〜 Kyōfu tanabata otoko 〜 jokkā no koi no maki 〜)
37. (恐怖花火男 〜ひとときの命の巻〜 Kyōfu hanabi otoko 〜 hitotoki no inochi no maki 〜)
38. (恐怖コウノトリ男 〜大変!!ノリダーが死んじゃうよの巻〜 Kyōfu kōnotori otoko 〜 taihen! ! Noridā ga shin jau yo no maki 〜)
39. (恐怖蚊取り線香男 〜めざせ!!完全燃焼の巻〜 Kyōfu katorisenkō otoko 〜 mezase! ! Kanzen nenshō no maki 〜)
40. (恐怖シャワー男 〜プールサイドは走らないでねの巻〜 Kyōfu shawā otoko 〜 pūrusaido wa hashiranaide ne no maki 〜)
41. (恐怖北海道男 〜彼女がぬいぐるみにきがえたら 北海道に連れてっての巻〜 Kyōfu Hokkaidō otoko 〜 kanojo ga nuigurumi ni kigaetara hokkaidō ni tsuretette no maki 〜)
42. (恐怖キタキツネ男 〜北の国から '89決闘...の巻〜 Kyōfu kitakitsune otoko 〜 kitanokunikara' 89 kettō no maki 〜)
43. (恐怖トーア・カマタ男 〜地獄のマイク・パフォーマンスの巻〜 Kyōfu tōa Kamata otoko 〜 jigoku no maiku pafōmansu no maki 〜)
44. (恐怖デューティーフリー男 〜私 恨んでますの巻〜 Kyōfu de~yūtīfurī otoko 〜 watashi urandemasu no maki 〜)
45. (恐怖プラネタリウム男 〜星に願いを込めての巻〜 Kyōfu puranetariumu otoko 〜 hoshininegaiwo komete no maki 〜)
46. (恐怖台風の目男 〜嵐を呼ぶ男の巻〜 Kyōfu taifū no me otoko 〜 arashiwoyobuotoko no maki 〜)
47. (恐怖帝都大戦男 〜東京大破壊計画の巻〜 Kyōfu teito taisen otoko 〜 Tōkyō dai hakai keikaku no maki 〜)
48. (恐怖ユーミン男 〜悪はユーミンにのっての巻〜 Kyōfu yūmin otoko 〜 aku wa yūmin ni notte no maki 〜)
49. (恐怖ゴルフ男 〜ファーちみつレモンの巻〜 Kyōfu gorufu otoko 〜 fā chimitsu remon no maki 〜)
50. (恐怖プロ野球男 〜地獄の一球入魂の巻〜 Kyōfu puroyagu otoko 〜 jigoku no ikkyūnyūkon no maki 〜)
51. (恐怖カップラーメン男 〜悲しくも美しい親子愛の巻〜 Kyōfu kappurāmen otoko 〜 kanashiku mo utsukushī oyako ai no maki 〜)
52. (恐怖バレーボール女 〜世界へソーレッ 若さでアタックの巻〜 Kyōfu barēbōru on'na 〜 sekai e sōrewwaka-sa de atakku no maki 〜)
53. (恐怖マラドーナ男 〜振り向くな君は美しいの巻〜 Kyōfu maradōna otoko 〜 furimukuna kimi wa utsukushī no maki 〜)
54. (恐怖ボウリング女 〜美しきチャレンジャーの巻〜 Kyōfu bōringu on'na 〜 utsukushiki charenjā no maki 〜)
55. (恐怖ボウリング女 〜美しきチャレンジャーの巻・II〜 Kyōfu bōringu on'na 〜 utsukushiki charenjā no maki tsu 〜)
56. (恐怖寒中水泳大会男 〜いいぞ!いいぞ!ノリダー! わ〜〜ッパフパフ!!の巻〜 Kyōfu kanchū suiei taikai otoko 〜 ī zo! Ī zo! Noridā! Wa 〜〜 ppafupafu! ! No maki 〜)
57. (ヒゲゴジラvs仮面ノリダー Higegojira vs kamen noridā)
58. (ヒゲゴジラVS仮面ノリダーII Higegojira vs kamen noridā tsu)
59. (恐怖マイケル・チャン男 〜コートに賭ける青春の巻〜 Kyōfu Maikeru Chan otoko 〜 kōto ni kakeru seishun no maki 〜)
60. (恐怖マイケル・チャン男 〜血戦！有明コロシアムの巻〜 Kyōfu Maikeru Chan otoko 〜 kessen! Ariake koroshiamu no maki 〜)
61. (恐怖アイスホッケー男 〜愛は信じあうことの巻〜 Kyōfu aisuhokkē otoko 〜 ai wa shinji au koto no maki 〜)
62. (恐怖アイスホッケー男 〜愛は信じあうことの巻・II Kyōfu aisuhokkē otoko 〜 ai wa shinji au koto no maki tsu 〜)
63. (恐怖大運動会男 〜立ち上がれノリダー!!アミーゴ大爆発!の巻〜 Kyōfu dai undōkai otoko 〜 tachiagare noridā! ! Amīgo dai bakuhatsu! No maki 〜)
64. (恐怖大運動会男 〜立ち上がれノリダー!!アミーゴ大爆発!の巻II〜 Kyōfu dai undōkai otoko 〜 tachiagare noridā! ! Amīgo dai bakuhatsu! No maki tsu 〜)
65. (恐怖大運動会男 〜立ち上がれノリダー!!アミーゴ大爆発!の巻III〜 Kyōfu dai undōkai otoko 〜 tachiagare noridā! ! Amīgo dai bakuhatsu! No maki suri 〜)
66. (恐怖ミッキーキャット男 〜ジョッカーランドへようこその巻〜 Kyōfu mikkīkyatto otoko 〜 jokkārando e yōkoso no maki 〜)
67. (恐怖ミッキーキャット男 〜ジョッカーランドへようこその巻II〜 Kyōfu mikkīkyatto otoko 〜 jokkārando e yōkoso no maki tsu 〜)
68. (恐怖ツバメ男 〜早すぎた北上 悲しみのツバメ前線の巻〜 Kyōfu tsubame otoko 〜 haya sugita hokujō kanashimi no tsubame zensen no maki 〜)
69. (恐怖ツバメ男 〜早すぎた北上 悲しみのツバメ前線の巻II〜 Kyōfu tsubame otoko 〜 haya sugita hokujō kanashimi no tsubame zensen no maki tsu 〜)
70. (仮面ノリダー最終回(前編)「恐怖キング・ジョッカー男 〜さらばノリダーの巻〜」 Kamen noridā saishūkai (zenpen) `kyōfu kingu jokkā otoko 〜 saraba noridā no maki 〜')
71. (仮面ノリダー最終回(後編)「恐怖キング・ジョッカー男 〜さらばノリダーの巻II〜 Kamen noridā saishūkai (zenpen) `kyōfu kingu jokkā otoko 〜 saraba noridā no maki tsu 〜')

Specials
1. (ハイライト&メイキング Hairaito& meikingu)
2. (怪人何でもザ・ベストテン Kaijin nani demo za besutoten)
3. (さよなら'89 みなさんのおかげです重大ニュース ノリダー・スペシャル Sayonara' 89 minasan no okagedesu jūdai nyūsu noridā supesharu)

## Kamen Norider V2
Kamen Norider V2 (仮面ノリダーV2 Kamen Noridā Vi Tsu) là một bản nhại hài hước của Kamen Rider là phần tiếp theo của Kamen Norider.

### Nhân vật
Kamen Norider V2: Mamoru Ichimonji